# Paulo Díaz
Paulo César Díaz Huincales (ur. 25 sierpnia 1994 w Santa Cruz) – chilijski piłkarz występujący na pozycji środkowego obrońcy, reprezentant kraju, od 2019 roku zawodnik argentyńskiego River Plate.
Jest synem Ítalo Díaza oraz bratem Nicolása Díaza, również piłkarzy.